# Templeux-le-Guérard
Templeux-le-Guérard è un comune francese di 207 abitanti situato nel dipartimento della Somme nella regione dell'Alta Francia.

## Società

### Evoluzione demografica
Abitanti censiti